# Reis Friede
Roy Reis Friede ComMM (Rio de Janeiro, 1962) é um desembargador federal, atualmente exercendo o mandato de presidente do Tribunal Regional Federal da 2ª Região e especialista em relações internacionais e estratégia militar.
Dedica-se ao estudo do Direito há mais de 40 anos, tendo ingressado na Faculdade de Direito da Universidade Cândido Mendes – UCAM em 1978, graduando-se em 1982, após ter marcado uma rápida passagem no Mercado de Capitais, como o mais jovem Operador de Open Market do Brasil (LTN – Letras do Tesouro Nacional), junto à Corretora de Títulos e Valores Laureano S/A, entre 1977 e 1978.
Em 1981, iniciou sua carreira como estagiário e, posteriormente, Advogado, atuando,  em seguida, após correspondente concurso público (aprovado em 1º lugar), no Ministério Público, como Promotor de Justiça (1986/1988) e no Poder Judiciário Federal, após submissão a novo concurso público (aprovado em 1º lugar, dentre os candidatos do Rio de Janeiro, tendo sido o mais jovem Juiz Federal do Brasil, conforme noticiado no Jornal do Brasil de 17 de março de 1988), como Juiz Federal Titular da 12ª Vara Federal do Rio de Janeiro (1988/2001), até ser convocado pelo Tribunal Regional Federal da 2ª Região (2001/2004) e, subsequentemente, promovido, por antiguidade, ao cargo de Desembargador Federal em 2004.
Estuda Assuntos Militares e Relações Internacionais há quase meio século,  tendo iniciado sua carreira aos 14 anos de idade, quando escreveu o seu primeiro artigo, na qualidade de colaborador, na mais antiga publicação aeroespacial da América Latina, intitulada Aviação em Revista, na edição nº 39/40, de Março/Abril de 1976, com o ensaio Superioridade Aérea: a Resposta Norte-Americana. No início de 1979, foi alçado à posição de Editor Militar da mencionada publicação, ao mesmo tempo em que iniciou trabalhos como Consultor de Aviação Militar da revista Espaço e Vôo (edição nº 01, de Novembro de 1979) e do jornal Correio Aeronáutico, em novembro de 1979. Publicou o seu primeiro livro, O Poderio Americano e a Política de Defesa dos EUA 79/80 (Ed. Mauro Familiar e Irradiação Cultural, Rio de Janeiro, 1979, 158 págs.), em 26 de outubro de 1979, conforme noticiado, com destaque em página inteira, no Jornal do Brasil, edição de 29 de outubro de 1979.

## Área Jurídica

### Atuação
Em 1981, com inscrição no quadro de estagiários, iniciou sua carreira como Postulante e, seguidamente, Advogado (OAB 46.215), atuando posteriormente, após correspondente concurso público (aprovado em 1º lugar), no Ministério Público, na qualidade de Promotor de Justiça (1986/88), e no Poder Judiciário Federal, após submissão a novo concurso público (aprovado em 1º lugar, dentre os candidatos do Rio de Janeiro, e tendo sido o mais jovem Juiz Federal do Brasil, (conforme noticiado no Jornal do Brasil de 17/03/1988), Titular da 12ª Vara (1988/2001).
Em 2001, foi convocado pelo Tribunal Regional Federal da 2ª Região (2001/2004) e, subsequentemente, promovido, por antiguidade, ao cargo de Desembargador Federal em 2004.
Atuou junto à 2ª Turma (2001/2003), 1ª Turma (2004/2005) e, após a especialização por matéria, junto à 7ª Turma (matéria administrativa) (2006/2014) até sua eleição (unânime) como Vice-Presidente (onde atuou entre 2015/2017) e Membro do Conselho de Administração. Em 2017, foi eleito, por unanimidade, para representar a Justiça Federal junto ao Tribunal Regional Eleitoral (TRE) e para o cargo de Diretor do Centro Cultural Justiça Federal (CCJF), atuando, concomitantemente, como Desembargador Federal junto à 6ª Turma Especializada (matéria administrativa) e na qualidade de Membro Titular do Órgão Especial do TRF2.
Em 6 de dezembro de 2018, foi eleito, por unanimidade (excetuando-se o seu próprio voto de “abstenção”), Presidente do Tribunal Regional Federal da 2ª Região (TRF2) e Conselheiro do CJF (Brasília / DF), para o biênio 2019/21.
Na qualidade de Docente, iniciou sua carreira como Professor Assistente do Departamento de Direito Público da Universidade Estácio de Sá – UNESA (1988), posteriormente promovido, respectivamente, a Adjunto (1990) e Titular (1991). Atuou como Professor Palestrante do Departamento de Prática Forense da Universidade Cândido Mendes – UCAM (1988) e Professor Titular dos Cursos de Pós-Graduação e do Centro de Estudos em Direito da Universidade Estácio de Sá – UNESA (1991/2001). Foi fundador dos Programas de Mestrado em Direito da Universidade Estácio de Sá – UNESA (1992) e Membro da Comissão de Qualificação Docente da UNESA (1991/1993). Posteriormente, exerceu funções como Membro do Corpo Permanente (Colegiado) de Professores Conferencistas da Escola Superior de Magistratura do Amazonas (1998), Professor Conferencista da Fundação Getúlio Vargas – FGV (2001), Professor Titular da Escola de Pós-Graduação em Direito da UniverCidade (2001/2011), Professor-Membro do Conselho Permanente (Colegiado) do Centro de Estudos em Direito da UniverCidade (2001/2011), Professor Titular da Faculdade de Direito da Universidade Veiga de Almeida – UVA (2011/2016), além de Professor Titular da Faculdade de Direito do Centro Universitário Augusto Motta – UNISUAM, Professor Titular e Membro do Conselho Consultivo do Mestrado Profissional Multidisciplinar em Desenvolvimento Local da UNISUAM e Presidente do Conselho Consultivo do Curso de Direito da UNISUAM. Atualmente, é Professor Adjunto da Faculdade de Direito da Universidade Federal do Estado do Rio de Janeiro – UNIRIO (desde 2018), Professor de Direito Constitucional da Escola da Magistratura do Estado do Rio de Janeiro – EMERJ (desde 2011) e Conferencista Emérito da Universidade Castelo Branco – UCB (desde 2016).
Por concurso público (aprovado, em todos, em 1º lugar), atuou como Professor Adjunto da Faculdade de Direito da Universidade Federal do Estado do Rio de Janeiro – UNIRIO (1995/97), Professor Adjunto da Escola de Direito da Universidade Federal do Rio de Janeiro – UFRJ (2005/2007), Professor Adjunto da Universidade Federal Rural do Rio de Janeiro – UFRRJ (2014/2018) e Professor Adjunto da Universidade Federal do Estado do Rio de Janeiro – UNIRIO (desde 2018), sendo também Professor Emérito da Escola de Comando e Estado-Maior do Exército – ECEME (desde 2010), Professor Honoris Causa da Universidade da Força Aérea – UNIFA (desde 2016) e Professor Emérito da ExAo (desde 2019).
Publicou mais de 63 obras jurídicas e de política e segurança internacional, além de mais de quatro centenas de artigos jurídicos e de outras várias disciplinas, em diversas publicações nacionais e estrangeiras, particularmente revistas e periódicos especializados.
Possui, dentre outros títulos, o de Mestre em Direito do Estado pela Universidade Gama Filho – UGF (1989) e Mestre (1990) e Doutor (1991) em Direito Público pela Universidade Federal do Rio de Janeiro – UFRJ.
Diplomado pela Escola Superior de Guerra (ESG/1991) e pela Escola de Comando e Estado-Maior da Aeronáutica (ECEMAR/1982) e Membro da Sociedade Brasileira de Direito Aeroespacial – SBDA (desde 1990), proferiu inúmeras palestras e conferências, no Brasil e no exterior, sobre temas jurídicos e de estratégia internacional, tendo, ainda, participado, na qualidade de membro efetivo, da Comissão Examinadora do XVII Concurso para Ingresso na Classe Inicial da Carreira de Procurador do Estado (2012), das Comissões Organizadoras e Examinadoras do XII (2009) e do XIII (2011) Concursos Públicos para Provimento de Cargos de Juiz Federal e da Banca Examinadora para Provimento do Cargo Efetivo do Magistério Superior no Quadro de Pessoal Civil do Comando da Marinha (2017).

### Concursos Públicos
Dentre as principais aprovações em concursos públicos evidenciam-se a Magistratura Federal (1987) (primeiro lugar no Rio de Janeiro), Ministério Público (1986) (primeiro lugar), Professor de Direito da Universidade Federal do Rio de Janeiro – UFRJ (2003) (primeiro lugar), Professor de Direito da Universidade Federal do Estado do Rio de Janeiro – UNIRIO (1995) (primeiro lugar com média global máxima – dez), Professor de Direito da Universidade Federal Rural do Rio de Janeiro – UFRRJ (1989) (primeiro lugar com média global máxima – dez) e, por mais uma vez, Professor da Universidade Federal Rural do Rio de Janeiro – UFRRJ (2013) (primeiro lugar), além de Professor de Direito da Universidade do Estado do Rio de Janeiro – UERJ (1987) (segundo lugar).

### Contribuições Acadêmicas Originais
Do Periculum in Mora Inverso (Reverso) à Luz do CPC-2015
O presente artigo analisa o denominado periculum in mora inverso (reverso) - conceito e definição cunhados, originalmente, pelo autor -, examinando, primeiramente, os requisitos clássicos para a concessão de medidas liminares, quais sejam, o periculum in mora e o fumus boni iuris. Em seguida, aborda a importância do fundamento do pedido e a possibilidade ampla de concessão ex officio da tutela cautelar em forma de liminar, ressaltando a identificação da relevância do fundamento do pedido com o fumus boni iuris e o periculum in mora. Posteriormente, passa ao estudo específico do periculum in mora inverso, analisando a relação desse conceito com a grave lesão à ordem pública. Por fim, aprecia a cautela e contracautela.

## Área Estratégia Militar e Relações Internacionais

### Atuação e Produção
Iniciou sua carreira aos 14 anos de idade, quando escreveu o seu primeiro artigo, na qualidade de Colaborador, na mais antiga publicação aeroespacial da América Latina, intitulada Aviação em Revista, na edição nº 39/40, de Março/Abril de 1976, com o ensaio Superioridade Aérea: a Resposta Norte-Americana. No início do ano de 1979, foi alçado à posição de Editor Militar da mencionada publicação, ao mesmo tempo que iniciou trabalhos como Consultor de Aviação Militar da revista Espaço e Vôo (edição nº 01, de Novembro de 1979) e do jornal Correio Aeronáutico, em novembro de 1979. Publicou o seu primeiro livro, O Poderio Americano e a Política de Defesa dos EUA 79/80 (Ed. Mauro Familiar e Irradiação Cultural, Rio de Janeiro, 1979, 158 págs.), em 26 de outubro de 1979, conforme noticiado, com destaque em página inteira, no Jornal do Brasil, edição de 29 de outubro de 1979.
No ano seguinte, lançou O Poderio Soviético e a Política de Defesa de Moscou (Ed. Mauro Familiar e Irradiação Cultural, Rio de Janeiro, 1980, 252 págs.), um sucesso editorial com quatro edições consecutivas, além de ter servido como Consultor de um trabalho monográfico junto à Escola de Comando e Estado-Maior da Aeronáutica (ECEMAR) sobre a Criação de uma Força Aeroestratégica no Brasil (1-01-PC-105/CEM-80), o que lhe rendeu um posterior convite para cursar aquela Escola, na excepcional qualidade de civil, o que foi feito no ano de 1982.
Em 1980 lançou, ainda, As Multinacionais e o Impacto do Poderio Brasileiro no Ambiente Internacional (Ed. Quatrocentos e Irradiação Cultural, Rio de Janeiro, 1980, 120 págs.), onde, em quatro edições seguidas, defendia uma inédita (e ampla) integração econômica e militar sul-americana, ao mesmo tempo em que analisava aspectos importantes associados à transnacionalização do capital brasileiro e internacional.
No segundo semestre de 1983, teve uma rápida passagem pela Escola de Formação de Oficiais para a Reserva da Marinha (EFORM), e, no ano seguinte, pela Escola Naval (EN).
Ministrou, pela primeira vez, palestra na Escola de Comando e Estado-Maior da Aeronáutica (ECEMAR), em 1982, sobre o tema Decadência de uma Grande Nação: a Crise Norte-Americana e, a convite do Exército Brasileiro, na segunda turma do Curso de Política, Estratégia e Alta Administração do Exército (CPEAEx) em 1990, na Escola de Comando e Estado-Maior do Exército (ECEME) sobre o tema Estratégia, sendo agraciado, nesta última, com o título de Professor Emérito, em 2010, juntamente com o General Leônidas Pires Gonçalves, posteriormente, em 2016, como Professor Honoris Causa da Escola de Comando e Estado-Maior da Aeronáutica e da Universidade da Força Aérea (ECEMAR / UNIFA) e, em 2019, como primeiro Professor Emérito da Escola de Aperfeiçoamento de Oficiais (EsAO). Ademais, teve a honra de fazer parte do corpo de palestrantes da primeira turma do Curso Internacional de Estudos Estratégicos (ECEME), em setembro de 2014.
Diplomado pela Escola Superior de Guerra (ESG/1991), participa da mencionada Escola, na qualidade de Professor Conferencista, como bem assim da Escola de Guerra Naval (EGN) e da Escola de Aperfeiçoamento de Oficiais (EsAO), proferindo, todos os anos, aulas e palestras sobre variados temas relativos à Defesa e à Segurança Internacional. Também é Palestrante Convidado do Instituto Universitário Militar (IUM – Lisboa / Portugal), do Instituto Superior de Ciências Sociais e Políticas da Universidade de Lisboa (Portugal) e do Instituto de Relações Internacionais da Universidade Autónoma de Lisboa (UAL – Portugal).
Ministrou palestra sobre a corrupção como principal instrumento de financiamento das chamadas "Novas Guerras" no Colégio Interamericano de Defesa - CID, em novembro de 2018, e na Junta Interamericana de Defesa - JID, em março de 2019, ambas em Washington D.C - EUA.
Também é Professor Conferencista permanente da Escola de Comando e Estado-Maior da Aeronáutica (ECEMAR) e da Escola de Comando e Estado-Maior do Exército (ECEME), lecionando, todos os anos, sobre “Sociologia dos Conflitos” e sobre sua tese “Guerra Assimétrica Reversa”.
É Membro da Aviation and Space Writers Association (AWA) (desde 1977), da Society of Automotive Engineers Inc. (SAE) (desde 1983), da Sociedade Brasileira de Direito Aeroespacial (SBDA) (desde 1990) e Sócio titular do Instituto de Geografia e História Militar do Brasil (IGHMB), ocupando a cadeira de nº 72, cujo Patrono é Marechal Manoel Luiz Osório, o Marquês do Herval (desde 2017).
É Acadêmico Perpétuo Fundador da Academia Brasileira de Defesa - ABD, desde 2018, ocupando a cadeira nº 31, do Patrono Tenente Brigadeiro Délio Jardim de Mattos.
Possui, atualmente, mais de 100 artigos publicados (e indexados) nas áreas de Defesa, Segurança Internacional e Relações Internacionais, além de outros mais de 300 no campo jurídico.
É ainda autor das obras Ciência Política e Teoria do Estado: Teoria Constitucional e Relações Internacionais (Bibliex, 2015), Revisão da Lei de Anistia: um Contraponto (1ª edição,Ciência Moderna, 2015 e 2ª edição, Bibliex, 2018), Das Novas Guerras - Fenomenologia dos Conflitos Armados (Bibliex, 2020), além de tantas outras em Ciências Jurídicas.

### Contribuições Acadêmicas Originais
Guerra Assimétrica Reversa: Um Estudo Sobre a Exteriorização Fenomenológica da Assimetria Reversa nos Conflitos Contemporâneos
O estudo relativo à denominada Guerra Assimétrica – e, mais recentemente, à moderna (e, para alguns, inovadora) concepção de Guerra Assimétrica Reversa –, reveste-se de especial importância, notadamente para o desiderato último da perfeita compreensão do fenômeno político alusivo aos conflitos bélicos, particularmente no século XXI. Destarte, com o fim da chamada Confrontação Bipolar Indireta (típica do período da Guerra Fria – 1947/91), não é mais possível interpretar os resultados políticos e militares, dos mais recentes embates bélicos, por meio de uma necessária análise de maior profundidade e com inafastável correção, sem considerar a complexa fenomenologia da Assimetria Reversa.

## Outras Graduações Acadêmicas Superiores
Além da graduação em Direito (UCAM/1982), concluiu, também, os bacharelados em Arquitetura (USU/1982), Economia (UFRJ/1985), Administração (UCAM/1991) e Engenharia (UERJ/USU/1991), além de Licenciatura em Matemática (AVM/UCAM/2010), tendo, ainda, registrado passagem no curso de Mestrado em Direito e Relações Internacionais (PUC/1985) e no Programa de Pós-Graduação em Ciência Política (IUPERJ/1984).

## Livros

### Livros Jurídicos

#### Abaixo apenas alguns títulos.Veja a relação completa no Currículo Lattes.
Meio Ambiente: Questões Sociais e Jurídicas
Teoria do Direito
Vícios de Capacidade Subjetiva do Julgador
Ciência Política e Teoria Geral do Estado
Tutelas de Urgência em Matéria Tributária
A Tutela de Urgência no Processo Civil Brasileiro
Teoria do Pensamento Jurídico – Jusnaturalismo e Juspositivismo
Teoria da Norma Jurídica, do Processo Legislativo e da Interpretação Jurídica
Curso de Direito Administrativo – em Forma de Perguntas, Respostas e Diagramas Explicativos
1000 Perguntas e Respostas Direito Tributário
Lições Objetivas de Direito Administrativo para Concursos Públicos e Universitários
Comentários ao Código De Processo Civil, Vol.6
Liminares em Tutela Cautelar e Tutela Antecipatória
Reflexões Sobre o Direito Doutrinário e Positivo
Questões de Direito Positivo: À luz do Novo Ordenamento Jurídico Constitucional em Vigor
Principais Inovações no Direito Processual Civil Brasileiro
Curso de Ciência Política e Teoria Geral do Estado – Teoria Constitucional e Relações Internacionais
Limites Objetivos para a Concessão de Medidas Liminares em Tutela Cautelar e em Tutela Antecipatória
Lições Objetivas de Direito Constitucional e Teoria Geral do Estado para Concursos Públicos e Universitários (3° edição)
Comentários à Reforma do Direito Processual Civil Brasileiro
Lições Esquematizadas de Introdução ao Estudo do Direito
Depósitos Judiciais – Aspectos Fiscais e Tributários
Teoria Geral Do Delito – Primeiras Lições
Ciência do Direito, Norma, Interpretação e Hermenêutica Jurídica
Aspectos Jurídico-Operacionais do Agente Infiltrado
Tutela Antecipada, Tutela Específica e Tutela Cautelar
Aspectos Fundamentais das Medidas Liminares (em Mandado de Segurança, Ação Cautelar, Tutela Específica e Tutela Antecipada)
Curso Analítico de Direito Constitucional e de Teoria Geral do Estado
Curso Resumido – Ciência Política e Teoria Geral do Estado
Medidas Liminares e Providências Cautelares Ínsitas
Lições Esquematizadas de Ciência Política e Teoria Geral do Estado
Aspectos de Direito Processual Civil em Decisões da Justiça Federal
Técnica Para Provas e Concursos Públicos na Área Jurídica e Afins
Revisão da Lei de Anistia: um Contraponto

### Livros: Estratégia Militar e Relações Internacionais

#### Abaixo apenas alguns títulos.Veja a relação completa no Currículo Lattes.
Ciência Política e Teoria do Estado (Teoria Constitucional e Relações Internacionais)
As Multinacionais e o Impacto do Poderio Brasileiro no Ambiente Internacional
O Poderio Soviético e a Política de Defesa de Moscou
O Poderio Americano e a Política de Defesa dos EUA 79-80
Das Novas Guerras (Fenomenologia dos Conflitos Armados)

## Artigos
Reis Friede já publicou mais de 600 artigos, acadêmicos e jornalísticos, das mais variadas áreas do Direito, Relações Internacionais, Estratégia Militar, Meio Ambiente e outros temas. Também teve dezenas de artigos jornalísticos publicados nos mais diversos veículos de comunicação, entre eles, O Globo, Folha de S.Paulo, Correio Braziliense, Jornal do Brasil, O Estado de São Paulo, Jornal do Commercio, O Dia, O Fluminense e muitos outros, inclusive na área de Defesa e Estratégia Militar.

### Artigos Jurídicos e Jornalísticos

#### Abaixo apenas alguns títulos.Veja a relação completa no Currículo Lattes.
Paradoxo entre aborto e adoção
Repensando a atuação do Poder Judiciário: o caso WhatsApp
A oportunidade ambiental
Estabilidade como garantia da impessoalidade (e da preclusão temporal para avaliação do servidor)
Foro especial, um contraponto
A problemática das demandas massificadas frente a uma Justiça artesanal
Levantamento de valores decorrentes de condenação judicial: mudança necessária
O emprego da jurisprudência no Direito estadunidense
Suspeição por motivo de foro íntimo no novo CPC
O mito da eleição direta para presidente dos tribunais
Os direitos humanos e as degradantes prisões brasileiras
Dupla imputação: responsabilidade penal da pessoa jurídica por crime ambiental pode ter novo paradigma
O trabalho como direito social do preso
Tutela do meio ambiente no STF: estudo de casos
Status político-institucional do Poder Judiciário nas Constituições do Brasil
A Magistratura para Juízes
Caso Riocentro: um panorama histórico-jurídico
O patrimônio espeleológico brasileiro
Cidadania e responsabilidade socioambiental
Emprego das Forças Armadas na garantia da lei e da ordem
Feriados demais
Educação ambiental com vistas à construção de uma nova racionalidade
Forças Armadas e Judiciário no discurso da República Velha
Do periculum in mora inverso (reverso) à luz do CPC/2015
Do Princípio Constitucional do Contraditório: Vertentes Material e Formal (à Luz  da Evolução Jurisprudencial e Legislativa do Regramento Processual Civil)
Aborto: uma questão jurídica e de saúde pública
PEC 187/2012 e o mito da eleição direta para presidente dos tribunais
Em Defesa do Livre Arbítrio  (um Grito de Desabafo)
A Hipocrisia da Criminalização do Aborto
A Hora de Repensar o ECA
Não somos todos iguais perante a lei
O Judiciário Mais Caro do Mundo
Liberdade religiosa e discurso de ódio
Conforme a Constituição
A oportunidade ambiental: a construção de uma nova ética
A ingenuidade irresponsável de Barack Obama
Na Contramão do Brasil
Aborto: o custo da criminalização
Não há Justiça sem Advogados
Reflexões sobre a Criminalização do Aborto
Leis inteligentes
Liberdade de expressão encontra limites na dignidade da pessoa humana
Um Tributo à Memória de um Ícone da História do Brasil: General Leônidas Pires Gonçalves
Por uma necessária (e urgente) revisão do ECA
Pela Igualdade de Gênero
Opinião Pública, Opinião do Público e Opinião Popular
Equilíbrio e Serenidade
A Crise de Liderança Estadunidense
Brasil, campeão mundial em feriados
Um Tributo a um Verdadeiro Herói
FGTS: quem está ganhando com ele?
A imaturidade democrática brasileira
Democracia e Estado de direito
Democracias Líquidas
Direito Alternativo: solução para o processo?
O "Legado" da Corrupção
O Brasil, tal como o Mitológico Pássaro Fênix, Finalmente Renasce das Cinzas
A Justiça Federal Não Pode Ser Intimidada
O Silêncio é Sagrado, e é de Lei
O (suposto) Século do Judiciário
A insegurança jurídica e o risco Brasil
Comissão Nacional da Verdade teve atuação contaminada ideologicamente
A Raiz Matricial do Rompimento da Estabilidade Ambiental The Matrix Root Breaching Environmental Stability
Caracterização conceitual e evolutiva de democracia
Os Verdadeiros Órfãos da Lei (os cidadãos de 2ª classe)
A arrogância do subdesenvolvimento verde e amarelo: por que é cada vez mais difícil a aquisição de remédios?
Excessiva normatização do Brasil enfraquece objetivos das leis
Intervenção federal no Rio de Janeiro é medida democrática e necessária
Considerações sobre o juspositivismo
Percepção Científica do Direito

### Artigos Estratégia Militar e Relações Internacionais

#### Abaixo apenas alguns títulos.Veja a relação completa no Currículo Lattes.
Chipyong-Ni: A Maior Defesa Regimental da História Militar
A Ética na Guerra
Forças de Autodefesa do Japão
Guerra Híbrida
Opinião Pública, Opinião do Público e Opinião Popular no Contexto das “Novas Guerras”
A Solução da Crise Norte-Coreana em Três Etapas
O Brasil e a Crise Norte-Coreana
O Globalismo e seus Efeitos na Política Externa e de Defesa Norte-Americana
Negligência Estratégica (na Política Diplomática com a Coreia do Norte)
Democracia e Direitos Humanos
O Papel do Brasil em uma Nova Realidade de Poder Global
Stalin
Globalização, Monopolaridade e Assimetria Reversa
Limites da Soberania Nacional no Cenário Internacional
Guerra Assimétrica Reversa: Um Estudo Sobre a Exteriorização Fenomenológica da Assimetria Reversa nos Conflitos Contemporâneos
Um Exemplo para o Brasil
O Poder do Carisma
Yes, We Can!
Invisibilidade e Furtividade: a Gênese da Tecnologia Stealth
Não Lembrai-vos de 1964
Obama, Putin e a Síria
Poder Militar, Soberania e Efetividade do Direito
Lições de Estratégia Militar-Aeroespacial: Do Conflito do Vietnã aos Combates da Chechênia, Passando pela Intervenção Soviética no Afeganistão e Norte-Americana no Golfo Pérsico
O Estabelecimento da Qualificação Designativa das Guerras Através da Identificação Quanto à Natureza dos Adversários
Superioridade Aérea no Conflito Coreano
Os Desafios Globais do Século XXI: as “Novas Guerras” e a Segunda Guerra Fria
Guerra Civil Americana – A Consolidação de uma Nação
A Unilateralidade do Relatório Final da Comissão Nacional da Verdade e Possíveis Implicações Jurídicas
Do Status Institucional das Forças Armadas na História Constitucional Brasileira
O Desafio Chinês
Guerra Civil Americana – A Consolidação de uma Nação
A Denominada Polarização Direta no Mar do Sul da China
Razões das Derrotas Norte-Americanas nos Diversos Conflitos Contemporâneos

## Condecorações Civis e do Judiciário
Medalha Tiradentes – Resolução nº 256 de 2016, aprovada na Sesão de 10 de maio de 2016, por iniciativa do Deputado Comte Bittencourt – Condecoração em 14 de setembro de 2016 no Plenário Barbosa Lima Sobrinho / Assembleia Legislativa do Estado do Rio de Janeiro – ALERJ.
Medalha de Mérito Pedro Ernesto – Requerimento Nº 1571/2016, de autoria do Vereador Thiago K. Ribeiro, Presidente da Comissão de Justiça e Redação, aprovado em Sessão Plenária de 24 de maio de 2016 e Resolução da Mesa Diretora Nº 9166/2016, de 2 de junho de 2016 – Condecoração em 13 de dezembro de 2016 na Câmara Municipal do Rio de Janeiro.
Comenda do Mérito Judiciário e Acadêmico – Ato de Administração Conjunta nº 01, de 28 de setembro de 2016 – Tribunal de Justiça do Estado do Amazonas e Escola Superior da Magistratura do Amazonas (Diploma de 13 de dezembro de 2016; Condecoração em 10/03/ 2017).
Medalha da Ordem do Mérito Judiciário do Estado do Amazonas (grau Grande Mérito) – Portaria nº 1233, de 7 de junho de 2018, do Presidente do Tribunal de Justiça do Estado do Amazonas (Condecoração em 25 de junho de 2018).

## Condecorações
- Medalha Mérito Tamandaré – Portaria nº 278, de 12 de novembro de 2004 – Conselho da Ordem do Mérito Naval.
- Ordem do Mérito Militar, no grau de Comendador especial (2006)[1]
- Comendador da Ordem do Mérito Policial Militar – Decreto de 28 de novembro de 2006.
- Ordem do Mérito Naval, nos graus de Oficial (2008) e posteriormente Comendador (2018) – Decreto de 8 de maio de 2008 e Portaria n° 1.763/GM-MD, de 11 de maio de 2018.
- Ordem do Mérito Aeronáutico, no grau de Comendador – Diploma de 23 de outubro de 2008.
- Professor Emérito da ECEME – Diploma de 30 de novembro de 2010.
- Colaborador Emérito do Exército – Diploma de 19 de abril de 2014.
- Medalha do Pacificador – Portaria nº 737, de 21 de julho de 2014.
- Medalha da Ordem do Mérito Judiciário Militar (grau Alta Distinção) – Condecoração em 1 de abril de 2016.
- Medalha do Exército Brasileiro – Portaria nº 320, de 6 de abril de 2016, do Comandante do Exército – Figurou dentre os primeiros agraciados no Brasil com a referida condecoração.
- Medalha do Mérito Santos-Dumont – Portaria nº 565/SCGC, de 23 de maio de 2016, do Comandante da Aeronáutica (Condecoração em 20 de julho de 2016).
- Medalha do Mérito Marechal Cordeiro de Farias – Diploma de 27 de junho de 2016.
- Professor Honoris Causa da UNIFA – Diploma de 26 de setembro de 2016, do Reitor da Universidade da Força Aérea – UNIFA.
- Medalha da Vitória – Portaria nº 1.636/GM/MD, de 19 de abril de 2017, do Ministro de Estado da Defesa (Condecoração em 8 de maio de 2017).
- Medalha Amigo da Marinha – Diploma de 6 de novembro de 2017, do Comandante do 1º Distrito Naval.
- Medalha Amizade da Polícia Civil do Estado do Rio de Janeiro / PCERJ – Diploma de 24 de maio de 2018, do Chefe da Polícia Civil do Estado do Rio de Janeiro.
- Ordem do Mérito da Defesa, no grau de Oficial – Portaria nº 2.014/GM/MD, de 24 de maio de 2018 (Condecoração em 15 de junho de 2018).
- Medalha Mérito Avante Bombeiro / CBMERJ – Condecoração em 4 de julho de 2018.
- Professor Emérito da Escola de Aperfeiçoamento de Oficiais do Exército Brasileiro / EsAO - Diploma de 17 de julho de 2019
- Palestrante Emérito da Escola Superior de Guerra / ESG

## Ligações Externas
Tribunal Regional Federal da 2ª Região
Currículo Lattes
Blog Reis Friede: site com a produção intelectual na área do Direito
Blog Professor Reis Friede: site com a produção intelectual nas áreas de Estratégia Militar e Relações Internacionais